# Wojnowice (województwo opolskie)
Wojnowice (cz. Vojnovice, niem. Wanowitz) – wieś w Polsce położona w województwie opolskim, w powiecie głubczyckim, w gminie Kietrz.

## Nazwa
Nazwę miejscowości etymolodzy wywodzą od słowiańskiego imienia osobowego Wojan. Słowiańska końcówka -wice wskazuje na nazwę patronomiczną oznaczającą osadę Wojana. Miejscowość wymieniona jest po raz pierwszy w roku 1294 jako Woianowicz, w 1377 Woinowicz oraz Wonowicz.
W alfabetycznym spisie miejscowości na terenie Śląska wydanym w 1830 roku we Wrocławiu przez Johanna Knie wieś występuje pod polską nazwą Woinowic oraz zgermanizowaną - Wanowitz. 1936-1945 Hubertusruh.

## Historia
Historycznie miejscowość leży na tzw. polskich Morawach, czyli na obszarze dawnej diecezji ołomunieckiej. Po raz pierwszy wzmiankowane zostały w 1294, kiedy należało do wydzielonego w 1269 z czeskiego Margrabstwa Moraw księstwa opawskiego, które co najmniej od końca XV wieku było już uważane za część Górnego Śląska.
Po wojnach śląskich znalazła się w granicach Prus i powiatu głubczyckiego. Pomimo nazwy pochodzenia słowiańskiego była już wówczas niemieckojęzyczna. W granicach Polski od końca II wojny światowej.
W latach 1975–1998 miejscowość należała administracyjnie do województwa opolskiego.
W Wojnowicach urodził się w 1794 malarz portrecista Józef Edward Gillern. 